# エンバシー・スイーツ・ホテル
エンバシー・スイーツ・ホテル（Embassy Suites Hotels）はヒルトン・ホテル社が北米を中心に展開しているスイート・ルームに特化したホテルチェーンのブランドである。アメリカ合衆国を中心に約180拠点で運営している。

## 沿革
1984年、アメリカ・カンザス州オーバーランド・パーク（Overland Park）に「エンバシー・スイーツ・ホテル」が創業。ハンプトン・イン、ホームウッド・スイーツ、ダブルツリーなどの他のホテルチェーンと共に、テネシー州メンフィスに本社のあるプロマス社のフランチャイズの傘下に入る。その後ヒルトングループに買収され、ヒルトン・ホテル・ファミリーの一員となる。

## 概要
エンバシー・スイーツ・ホテルは全室スイート・ルーム形式の中高級ホテルチェーンで、客室は寝室とは別にリビングルームがある。建物には屋内型の中庭があり、ジャングルや自然を模した内装が施されている。その中庭はレストランになっている、という作りが標準的なスタイルである。